# 裂腹粘体虫
裂腹粘体虫（学名：Myxosoma schizothoraxi）为粘体科粘体虫属的动物。在中国，分布于四川、云南等，营寄生生活，寄生在齐口裂腹鱼、短须裂腹鱼、南方裂腹鱼的鳃、肾。